# USS Princeton (CV-37)
«Прінстон» (англ. USS Princeton (CV-37)) — важкий ударний авіаносець США періоду Другої світової війни типу «Ессекс», довгопалубний підтип. П'ятий корабель з такою назвою у ВМС США.
Свою назву отримав на честь битви під Прінстоном у 1777 році під час війни за незалежність США.

## Історія створення
Авіаносець «Прінстон» був закладений 14 вересня 1943 року на верфі флоту у Філадельфії під назвою «USS Valley Forge (CV-37)», але 21 листопада 1944 року перейменований у «Прінстон» на честь USS Princeton (CVL-23), який загинув 24 жовтня 1944 року в битві в затоці Лейте. Спущений на воду 8 липня 1945 року. Корабель вступив у стрій 18 листопада 1945 року.

## Історія служби
Авіаносець вступив у стрій вже після закінчення Другої світової війни. Після тренувального плавання в Карибському морі «Прінстон» був включений до складу Атлантичного флоту, у складі якого діяв до червня 1946 року. Потім авіаносець був переведений на Тихий океан і включений до складу Тихоокеанського флоту.
Авіаносець ніс службу на Тихому океані до червня 1946 року, після чого був виведений у резерв.

### Корейська війна

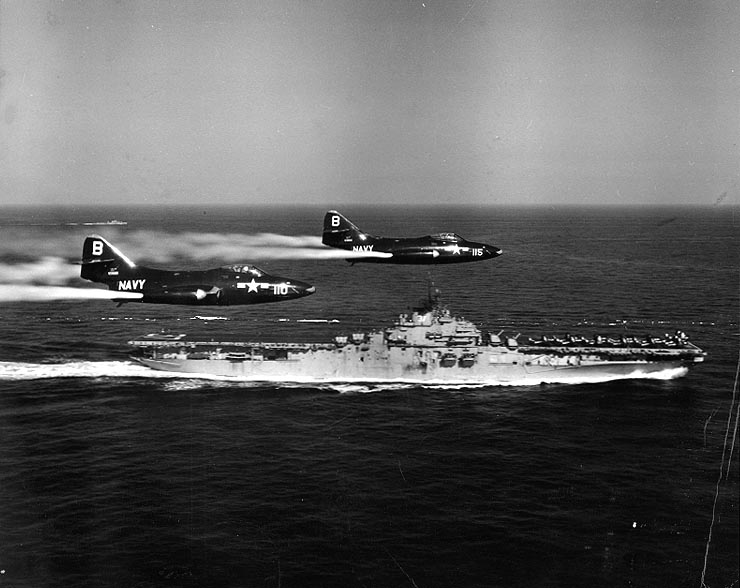
«Прінстон» біля берегів Кореї

З початком Корейської війни «Прінстон» був виведений з резерву і включений до складу 7-гу флоту. Авіаносець здійснив 4 походи до берегів Кореї (09.11.1950-29.05.1951, 31.05-29.08.1951, 21.03-03.11.1952, 24.01-21.09.1953).
Під час першого та другого походів прикривав евакуацію з Хиннаму, брав участь в операції «Стренгл» з ізоляції лінії фронту, торпедній атаці Хвачхонської греблі (травень 1950 року).
Під час третього походу завдавав ударів по об'єктах транспортної мережі, брав участь в операції з руйнування Суйхунської ГЕС (червень 1952 року), Пхеньяну та інших великих промислових центрів (07-08.1952 р.), нафтопереробного завожу в Аоджі (01.09.1952 р.). У жовтні 1952 року брав участь в операції «Черокі» (знищення запасів та військового спорядження в прифронтовій смузі).
1 жовтня 1952 року перекласифікований в ударний авіаносець CVA-37. Під час наступного походу до берегів Кореї завдав ряд ударів по промислових об'єктах (квітень 1953 р.), потім здійснював підтримку сухопутних військ на фронті (06-07.1953 р.).
За час бойових дій літаки з «Прінстона» збили 5 корейських літаків.

### Війна у В'єтнамі
Після завершення бойових дій «Прінстон» залишився на Тихому океані. У березні-травні 1959 року він був переобладнаний в десантний вертольотоносець LPH-5. У 1961 році він був модернізований за програмою FRAM.
З початком Війни у В'єтнамі «Прінстон» взяв участь у бойових діях, здійснивши 3 походи до берегів В'єтнаму. Авіаносець брав участь в десантних операціях, евакуації поранених, доставці вантажів та військового спорядження, вогневій підтримці сухопутних військ.

### Космічна програма

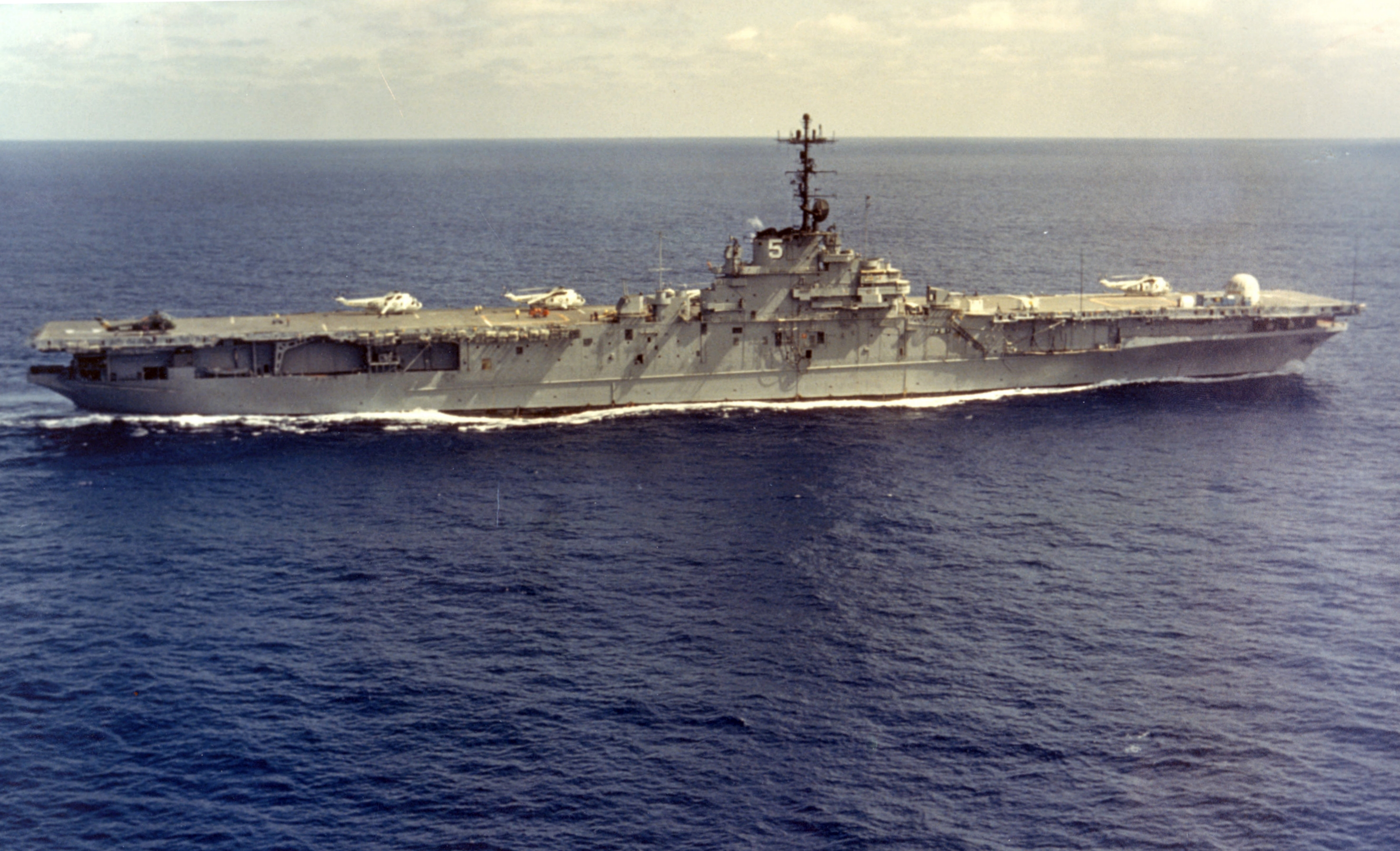
«Прінстон» під час евакуації космічного корабля «Аполлон-10», 26 травня 1969 року

У грудні 1968 року авіаносець повернувся у США, і у квітні 1969 року був задіяний як головний рятувальний корабель космічної місії «Аполлон-10». 26 травня 1969 року космічний корабель «Аполлон-10» та його екіпаж були підняті на палубу авіаносця у південній частині Тихого океану.

### Завершення служби
30 січня 1970 року «Прінстон» був виключений зі списків флоту, і у травні 1971 року проданий на злам.